# Pădurea din Hîncești
Pădurea din Hîncești este o arie protejată, situată între satele Lăpușna și Mereșeni din raionul Hîncești, Republica Moldova (ocolul silvic Logănești, Vila Logănești, parcelele 35-37, 42-44; ocolul silvic Mereșeni, Vila Hîncești, parcelele 1-5, 8-13, 16-23, 26-31, 33-39, 41-45). Are o suprafață de 4.499 ha. Obiectul este administrat de Gospodăria Silvică de Stat Hîncești.

## Administrare
În anii 2000, ocolul silvic Mereșeni avea 56,2 ha cu statut de protecție în care nu erau întreprinse măsurile corespunzătoare de conservare a mediului, și anume:
- terenuri afectate de gospodărirea silvică:
  - 7 ha terenuri pentru hrana vânatului;
  - 42,2 ha terenuri pentru nevoile administrației;
  - 4,3 ha culoare pentru liniile de înaltă tensiune;
- terenuri scoase temporar din fondul forestier:
  - 2,5 ha terenuri transmise în folosință;
  - 0,2 ha terenuri deținute de persoane fizice fără aprobare legală.

## Clasificare
Suprafața protejată din ocolul silvic Logănești a fost încadrată în etajul fitoclimatic (FD2) și cel de silvostepă (Ss). Au fost identificate patru tipuri de stațiune:
- deluros de cvercete cu gorunete, goruneto-stejărete, pe soluri cenușii, bonitate inferioară;
- deluros de cvercete cu gorunete, goruneto-șleauri, gomneto-stejăreto-șleauri pe platouri, versanți însoriți, semiînsoriți, cu soluri cenușii, bonitate mijlocie;
- deluros de cvercete cu gorunete, goruneto-stejăreto-șleauri pe platouri și versanți umbriți slab-moderat înclinați, cu soluri cenușii, bonitate mijlocie/superioară;
- silvostepă deluroasă extrazonală în deluros de cvercete pe complexe de soluri cenușii, bonitate mijlocie.

Au fost identificate șase tipuri naturale fundamentale de pădure:
- gorunet cu fitospermum, productivitate inferioară;
- gorunet cu floră de mull, productivitate mijlocie;
- goruneto-șleau de productivitate mijlocie;
- stejăreto-goruneto-șleau de productivitate mijlocie;
- stejăreto-șleau de deal de productivitate mijlocie;
- stejar pufos din zona forestieră, productivitate mijlocie.

## Vegetație
Rezervația cuprinde o pădure de scumpie cu stejar pufos, stejar pedunculat și gorun de tip gârneț. Se întâlnesc mulți reprezentanți ai florei balcano-mediteranene: dedițel mare, sadină, bulbocodiu diversicolor, curcubeu corilaceu, cielnușă, trifoi. Landșaftul este tipic de gârneț.